# 미키마우스 뒤죽박죽 모험
《미키마우스 뒤죽박죽 모험》(영어: Mickey Mouse Mixed-Up Adventures)은 디즈니 텔레비전 애니메이션에서 제작한 미국의 컴퓨터 애니메이션 어린이 TV 시리즈다. 이 시리즈의 처음 두 시즌의 제목은 《미키와 카레이서 클럽》(Mickey and the Roadster Racers)이었다.

## 줄거리
센세이셔널 식스는 어드벤처 마을과 세계를 여행하고 경주에 참여한다.

## 등장인물
- 미키 마우스: 강수진 (카레이서 클럽) → 남도형 (뒤죽박죽 모험)
- 미니 마우스: 안소이
- 도날드 덕: 김환진
- 데이지 덕: 최수민 (카레이서 클럽) → 최덕희 (뒤죽박죽 모험)
- 구피: 故 박상일 (카레이서 클럽) → 홍범기 (뒤죽박죽 모험)
- 피트: 한상덕

## 우리말 연출
- 더빙 스튜디오 : 애드원
- 믹싱 스튜디오 : 애드원
- 음악 연출 : 박원빈
- 한국어 제작 : Disney Character Voices International,Inc.
- 기획 : 디즈니채널코리아(유) → 월트디즈니컴퍼니코리아 유한책임회사